# Annabel (cantora)
Annabel (18 de Março ) é uma cantora nipo-argentina em contrato com a Lantis.

## Biografia
Iniciou sua carreira musical em 2005. Em 2006 ela, e a cantora Nagi Yanagi formaram o projeto Binaria; até o momento lançaram 13 albums. Em 2007 formou outro projeto com o músico Bermei.inazawa, anNina. Como anNina, o duo interpretou os temas de encerramento da segunda e terceira temporada do anime Higurashi no Naku Koro ni, além de gravar um álbum chamado Natal em 2008. Em 2009 ela iniciou sua carreira como cantora solo.
Em 2016, Annabel forma a banda siraph junto com Masayuki Hasuo e Masaaki Yamasaki (anteriormente membros do School Food Punishment) e Yoshimasa Terui (anteriormente membro de sua banda de apoio). 

## Discografia

### Álbums
| Ano  | Detalhes do álbum                                                                                             | Posição nas tabelas da Oricon |
| ---- | --- | ----------------------------- |
| 2012 | Miniascape - Lançamento: 28 de Novembro de 2012 - Selo: Lantis (LACA-35258, LACA-15258) - Formato: CD, CD+DVD | 102                           |

### Singles
| 2009                                                     | "My heaven"       | 67  | Miniascape |
| 2009                                                     | "Light of Dawn"   | —   | Miniascape |
| 2012                                                     | "Anamnesis"       | 104 | Miniascape |
| 2012                                                     | "Above your hand" | 96  | Miniascape |
| 2012                                                     | "Signal Graph"    | 39  | Miniascape |
| 2013                                                     | "Small Worldrop"  |     |            |
| 2015                                                     | "Yoru no Kuni"    |     |            |
| "—" representa lançamentos que não entraram nas tabelas. |                   |     |            |

### Outras participações
| Ano  | Faixa | Álbum                                                                     | Obs. | Ref.   |
| ---- | --- | ------------------------------------------------------------------------- | ---- | ------ |
| 2009 | "Sayonara no Tsuzuki e" | Drama CD: Bungaku Shōjo to Shinigatari no Piero Zenpen                    |      | [ 6 ]  |
| 2009 | "Kibō Nochi (Canaan BGM Main Theme yori)" "Synesthesia (Canaan no Theme)" "Yawarakana na Hikari no Naka de (Maria no Theme)" "Ai no Kotoba (Hakko no Theme)" "Shanghai Biyori" (Yun Yun no Theme)" | Canaan Inspired Album                                                     |      | [ 7 ]  |
| 2009 | "My heaven" | Canaan Original Soundtrack                                                |      | [ 8 ]  |
| 2010 | "Sayonara no Tsuzuki e" | Drama CD: Bungaku Shōjo to Uekawaku Ghost Zenpen                          |      | [ 9 ]  |
| 2010 | "Midoriiro no Yume" | Heart to Heart (from iyunaline to solfa 2)                                |      | [ 10 ] |
| 2010 | "Light of Dawn" | Tatakau Shisho: The Book of Bantorra Original Soundtrack                  |      | [ 11 ] |
| 2010 | "Photograph" | Narcissu: Moshimo Ashita ga Aru Nara Portable Vocal Album                 |      | [ 12 ] |
| 2010 | "Stargazer" | Florish (from iyunaline to solfa 3)                                       |      | [ 13 ] |
| 2010 | "Kineorama" "Hakumei" | Hanayaka Nari, Waga Ichizoku Drama CD: Nigiwai Maseu, Hoshi Furu Seiya ni |      | [ 14 ] |
| 2010 | "Soshita Mata, Koko Kara" "Nagareru Sora ni" | Clock Zero: Shūen no Ichibyō Original Soundtrack                          |      | [ 15 ] |
| 2011 | "Abysmal Noise" | Hekikai no Aion Drama CD                                                  |      | [ 16 ] |
| 2011 | "Akashi" | Katanagatari Kakyokushū Sono Ni                                           |      | [ 17 ] |
| 2011 | "Sasoi no Seitei (Iriya mie Lip-Aura)" "Kegareta Hakoniwa (Serju ol Ieldis)" | Kasō Shōjo: Lip-Aura Gensō Kakyoku Shū                                    |      | [ 18 ] |
| 2011 | "Perfect Trap" | Mirai Nikki Inspired Album Vol. 1: Ingaritsu Noise                        |      | [ 19 ] |
| 2011 | "Reimei" "Seiro Kōkō" "Kaneorama" "Hakumei" | Hanayaka Nari, Waga Ichizoku: Ending Shudaika Shū                         |      | [ 20 ] |
| 2012 | "Seitan no Facade" | Apriori                                                                   |      | [ 21 ] |
| 2013 | "Shall We Dance" | "Phantasmagoria / Shall We Dance"                                         |      | [ 22 ] |

### Lançamento Independente
- Autonomia (9 de Março de 2008)
- Noctiluca (31 de Dezembro de 2010)
- "Ignis" (1 de Maio de 2011)
- R.m.k (29 de Julho de 2011)
- "Memory Cycle of a Sentimentalist" (30 de Outubro de 2011)
- "Debris" (30 de Abril de 2012)
- "syncretism" (2014)
- "Country of the Night" (2015)